# Tusionite
La tusionite è un minerale.